# Rhagada minima
Rhagada minima är en snäckart som beskrevs av Alan Solem 1997. Rhagada minima ingår i släktet Rhagada och familjen Camaenidae. Inga underarter finns listade i Catalogue of Life.